# Henny-Annie Bijleveld
Henny-Annie Bijleveld (29 november 1946) is een Nederlands hoogleraar, taalkundige en neurolinguïst met een specialisatie op het gebied van ontwikkelings- en  neurologisch stotteren. Multilinguïsme is eveneens haar onderzoeksterrein.

## Leven en werk
Bijleveld werd in 1946 geboren. Ze studeerde Franse taal- en letterkunde in Nederland en Duitse taal- en letterkunde en Nederlandse taal- en letterkunde in België. Ze promoveerde nadien tot doctor in de taalkunde en in de neurolinguistiek op dissertatie, nadat ze de postdoctorale opleiding neurolinguïstiek had gevolgd, waar ze tevens de academische graad van doctor behaalde door middel van een wetenschappelijke promotie. Ze begon haar carrière als wetenschappelijk medewerkster. Thans is Bijleveld werkzaam als hoogleraar Nederlandse taalkunde en neurolinguïstiek aan de  Université libre de Bruxelles. Daarnaast is Bijleveld lid van de International Fluency Association (IFA), van de International Association of Logopedics and Phoniatrics (IALP) en van de Association Parole Bégaiement Belgique (APB Belgique). Eveneens is ze lid van het wetenschappelijk comité van de Université catholique de Louvain.